# Новомлинська сотня
Новомлинська сотня — адміністративно-територіальна і військова одиниця Новгородського, Ніжинського і Глухівського полків Гетьманщини. Створена 1653 року. Центр сотні — містечко Нові Млини (нині — село в Борзнянському районі Чернігівської області).

## Історія
Одна з засеймських сотень. Утворилася у складі Новгородського полку. Після його ліквідації у 1654 році увійшла до Ніжинського полку. Була «віддана на військову музику», тобто утримувала гетьманський оркестр у 5 трубачів, 2 сурмачі й 1 довбиша. Військовою музикою керував спеціальний отаман. Музикам платили одягом, борошном, давали трохи грошей.
Протягом 1663—1665 років перебувала у складі Глухівського полку, у 1665—1668 року знову стала частиною Ніжинського полку.
У 1668 році короткий час була у складі відновленого Новгородського полку, з кінця 1668 року і до ліквідації у 1782 році —знову у Ніжинському полку. Після скасування сотні її територію включили до Коропського повіту Новгород-Сіверського намісництва.

## Сотники
- Лаврін Васильович (1654)
- Павло Михайлович (1661)
- Іван Євтушенко (1669)
- Йосип Матвієнко (1671)
- Павло Михайлович (1672)
- Степан Федорович (1672—1674)
- Кіндрат Семенович (1676)
- Олексій Семенович (1683)
- Григорій Самойленко (1685—1708)
- Григорій Шишкевич (1708—1722)
- Кирило Троцький (1722—1727)
- Іван Шишкевич (1728—1736)
- Петро Моцарський (1734, нак.)
- Михайло Греківський (1735, нак.)
- Леонтій Тетельський (Метельський) (1736, 1737, нак.)
- Іван Шишкевич Старший (1744—1750)
- Іван Шишкевич Молодший (1751—1773)
- Осип Грушневський (1782)

## Населені пункти
- Головеньки, село;
- Кербутівка, слобідка;
- Кнути, село;
- Костирів, село;
- Нехаївка, село;
- Нові Млини, містечко;
- Пекарів, село;
- Рижки, село;
- Шабалинів, село.

В матеріалах Рум'янцевського опису 1765-1769 pp. в складі сотні відсутнє село Рижки, але є Троцьківський хутір.